# 関ジャニ∞のTheモーツァルト 音楽王No.1決定戦
『関ジャニ∞のTheモーツァルト 音楽王No.1決定戦』（かんジャニエイトのザモーツァルト おんがくおうナンバーワンけっていせん）は、テレビ朝日系列で2015年9月25日から2020年9月25日まで不定期で放送されていた音楽番組・バラエティ番組。

## 概要
2015年3月21日まで放送されていた『関ジャニの仕分け∞』内で行なわれていたカラオケ対決などのコーナーを半年に1回程度放送。

## 出演者
- 関ジャニ∞（村上信五、安田章大、大倉忠義）
- 葉加瀬太郎

## 放送リスト
| 回 | 放送年 | 放送日   | 放送時間                                | 備考     |
| -- | ------ | -------- | --------------------------------------- | -------- |
| 1  | 2015年 | 9月25日  | 19:00 - 21:48                           |          |
| 2  | 2015年 | 12月18日 | 19:00 - 21:48                           |          |
| 3  | 2016年 | 9月30日  | 19:00 - 21:48                           |          |
| 4  | 2017年 | 5月5日   | 19:00 - 21:48                           |          |
| 5  | 2017年 | 9月29日  | 19:00 - 21:48                           |          |
| 6  | 2018年 | 3月30日  | 第1部 19:00 - 20:17 第2部 20:20 - 21:54 | [ 注 1 ] |
| 7  | 2018年 | 9月21日  | 19:00 - 21:48                           | [ 注 2 ] |
| 8  | 2019年 | 4月5日   | 20:00 - 21:48                           |          |
| 9  | 2020年 | 9月25日  | 19:00 - 21:48                           |          |

### 番外編
※全て土曜日の『スペシャルサタデー』枠での放送。
| 回 | 放送年 | 放送日  | 放送時間      | 放送内容                                    |
| -- | ------ | ------- | ------------- | ------------------------------------------- |
| 1  | 2016年 | 9月24日 | 14:00 - 16:25 | モーツァルトへの道 チャレンジオーディション |
| 2  | 2017年 | 3月11日 | 10:00 - 11:40 | 歌うまキッズオーディション                  |
| 3  | 2017年 | 4月29日 | 14:00 - 14:55 | モーツァルトへの道 チャレンジオーディション |

## カラオケ王No.1決定戦
DAMに搭載されている「精密採点」を使用して、カラオケで対決する。 

### カラオケ王No.1決定戦出場者
| 回                                          | 放送日         | 出場者            | 出場者 |
| 回                                          | 放送日         | 優勝者            | 他の出場者 |
| ------------------------------------------- | -------------- | ----------------- | --- |
| 第1回                                       | 2015年9月25日  | 新妻聖子          | ジョン・健・ヌッツォ、ダイアナ・ガーネット、北村來嶺彩、芹奈（Little Glee Monster）、吉田凜音、リン・ユーチュン、中沢ノブヨシ                                     |
| 第2回                                       | 2015年12月18日 | 新妻聖子          | 森恵、柿原穂乃佳、草ケ谷遥海、ヤミ・タビー、リン・ユーチュン、アイーダ・ニコライチュク、リチャード・ハッドフィールド（Collabro）                                  |
| モーツァルトへの道 チャレンジオーディション | 2016年9月24日  | 鈴木瑛美子        | 上原一花、石橋陽彩、岡部多恵、高橋明日香、平内真矢、絹井愛佳、米田みいな 戸田桃香、小口拓利、山口愛未、中上綾女、樋口咲季、重本蓮、石井敦子、アルメリノ・アナリン |
| 第3回                                       | 2016年9月30日  | 新妻聖子          | erica、May'n、鈴木瑛美子、北川大介、青木隆治、當山みれい、鷲尾麻衣                                                                                                |
| 歌うまキッズオーディション                  | 2017年3月11日  | 田中なずな        | 熊田このは、所谷彩未、熊谷俊輝、中村竜大、三田春愛、 清水美依紗、駒津柚希、北原ゆか、丸山純奈、樋口咲季、稲石さくら                                               |
| モーツァルトへの道 チャレンジオーディション | 2017年4月29日  | 小口拓利 丸山純奈 | 田中なずな、高山侑土、久保玲奈、村上真理奈、湊林檎、和智日菜子、柳田るき                                                                                          |
| 第4回                                       | 2017年5月5日   | 新妻聖子          | 山田麗（山田姉妹）、丸山純奈、小口拓利、平野綾、北村來嶺彩、Ms.OOJA、菅原浩史（LEGEND）                                                                           |
| 第5回                                       | 2017年9月29日  | 新妻聖子          | 鈴木瑛美子、田村芽実、アイーダ・ニコライチュク、岡井つばさ、斉藤花耶、さくらまや、両角沙霧ソール、朝倉さや                                                        |
| 第6回                                       | 2018年3月30日  | 松原凛子          | 青野紗穂、石賀舞、斉藤花耶、鈴木瑛美子、ナタリー・エモンズ、BENI、yukaDD(;´∀｀)                                                                                   |
| 第7回                                       | 2020年9月25日  | 新妻聖子          | 麻倉未稀、オーイシマサヨシ、川畑要、木山裕策、熊谷彩春、細川たかし                                                                                                |

## ピアノ王No.1決定戦
ピアノレッスン用ソフト（河合楽器『簡単!ピアノマスター』をカスタマイズ）が指示した通りに課題曲をピアノ演奏し、ミスタッチの回数が少なかった者が勝利となる。

### ピアノ王No.1決定戦出場者
| 回    | 放送日         | 出場者     | 出場者 |
| 回    | 放送日         | 優勝者     | 他の出場者 |
| ----- | -------------- | ---------- | --- |
| 第1回 | 2015年9月25日  | 坂本真由美 | ジェイコブ・コーラー、森本麻衣、新垣隆、大井健、クリスティアン・アガピエ、ジョヴァンニ・アレヴィ、ミハウ・ソブコヴィアク |
| 第2回 | 2015年12月18日 | 浅川真己子 | 片山裕子、新垣隆、松下日花里、ショーン・フォラン、ジョナサン・カッツ、ダニエル・クーヤヴェツ、クレア・フアンチ           |
| 第3回 | 2016年9月30日  | 森本麻衣   | 浅川真己子、松下日花里、東李苑（SKE48）、高木里代子、岡田奏、榊原大、ステファニー・フォンタナロッサ、原田真衣            |
| 第4回 | 2017年5月5日   | 黒木雪音   | 石田成香、大井健、酒井菜々子、ダニエル・ハリトーノフ、野上真梨子、パーマ大佐、森本麻衣                                   |
| 第5回 | 2017年9月29日  | 黒木雪音   | 岸本隆之介、ヘンリー・クレイマー、水谷桃子、中村芙悠子、細川千尋、加納裕生野、松岡優明                                   |
| 第6回 | 2018年3月30日  | 小野田有紗 | 石井楓子、亀井聖矢、角野隼斗、パブレ・クリスティッチ、萬谷衣里                                                           |

## バイオリン王No.1決定戦
通常カラオケで使用される「精密採点」をバイオリン演奏で使用して、得点対決を行う。第1回、第2回のみ開催。

### バイオリン王No.1決定戦出場者
| 回    | 放送日         | 出場者     | 出場者                                             |
| 回    | 放送日         | 優勝者     | 他の出場者                                         |
| ----- | -------------- | ---------- | -------------------------------------------------- |
| 第1回 | 2015年9月25日  | 岡部磨知   | 石川綾子、ヴァスコ・ヴァッシレフ、小泉奈美         |
| 第2回 | 2015年12月18日 | 髙木凛々子 | カレン・ブルーノン、岡部磨知、ヨハナン・ケンドラー |

## スタッフ
- ナレーション：平野義和
- 構成：小杉四駆郎
- TM：高田格
- TD：平間隆啓
- カメラ：住田清志、大島秀一
- 音声：江尻和茂、中田孝也
- VE：東 那美
- 照明：江頭儀浩
- TK：安達真理
- 美術：小谷知輝
- デザイン：山下高広
- 美術進行：亀井直子
- 大道具：植村幸平
- 電飾：西尾亘平
- 特効：大野晃一
- モニター：佐々木善英
- システム：塚原 聡
- 花装飾：長野敦子
- スタイリスト：和田ユキヨ
- ヘアメイク：川口カツラ
- 編集：中村哲夫
- MA：大形省一
- 音効：飯塚優也
- 編成：田中真由子、西岡佐知子
- 宣伝：吉原智美
- デスク：稲月彰子
- 事務所協力：ジャニーズ事務所
- 技術協力：TSP、東京オフラインセンター
- カラオケ協力：牧野綾子
- リサーチ：下川 悟
- 音楽協力：テレビ朝日ミュージック
- カラオケ機材協力：第一興商
- ピアノ機材協力：KAWAI
- 制作協力：エスピーボーン、D.Walker
- 統括：奥川晃弘
- 制作スタッフ：山脇達雄、大越洋学、木俣翔太、赤田麻稀、渡辺麻未、谷田雄貴、大津彩椰、奥山里菜子
- AP：竹山知子、渡辺敦成、反り目尚美、鈴木園子、岩崎美和子、陶 香奈子
- ディレクター：大岡慎介、足立達哉、田中匡史、矢﨑浩司、野口昌希、河村啓司、長谷川嘉紀、浅野有紀、池上健介
- プロデューサー：徳江長政（エスピーボーン）、石水 浩（D.Walker）
- プロデューサー・演出：船引貴史
- ゼネラルプロデューサー：樋口圭介
- 制作著作：テレビ朝日